# Das Grauen auf Schloß Witley
Das Grauen auf Schloß Witley ist ein britisch-US-amerikanischer Horrorfilm von Daniel Haller mit Boris Karloff und Nick Adams in den Hauptrollen. Der Film basiert auf der Kurzgeschichte Die Farbe aus dem All (1927) des amerikanischen Schriftstellers H. P. Lovecraft.

## Handlung
Der Amerikaner Stephen Reinhart kommt mit dem Zug in dem kleinen britischen Ort Arkham an, mit der Absicht, nach längerer Zeit seine Verlobte Susan zu besuchen. Sie residiert auf Schloss Witley, das ihrem im Rollstuhl sitzenden Vater Nahum Witley gehört. Die Bevölkerung hat ganz offensichtlich Angst vor dem, was auf dem hochherrschaftlichen Anwesen abgeht und reagiert auch Stephen gegenüber schon bei dessen Ankunft harsch und abweisend. Kurz bevor Reinhart das Anwesen der Witleys erreicht, bemerkt er eine ungewöhnliche Veränderung der Landschaft. Vor allem in dem Bereich rund um einen großen Krater scheint die Pflanzenwelt komplett abgestorben zu sein. Der alte Nahum ist von dem Besuch alles andere als begeistert und macht dem Bräutigam seiner Tochter klar, dass es besser wäre, wenn dieser bald wieder abreisen würde. Ein düsteres Geheimnis umgibt die Familie, vor der offensichtlich auch die gesamte Gegend des Schlosses Angst zu haben scheint. Bald stellt sich heraus, dass Nahum in seinem Labor im Keller Experimente durchführt, die mit einer unheimlichen, außerirdischen Energiequelle zu tun hat. Diese Energie entstammt einem direkt vor dem Schloss Witley abgestürzten Meteor, der eine magische Faszination auf den alten Witley ausübt.
Die Gesundheit von Letitia Witley, Susans Mutter, hat aufgrund dieser Forschungstätigkeit bereits massiv gelitten, die Strahlung zerstört allmählich ihren Körper und auch den Verstand. Bald aber entfaltet die Energie dieses Meteors eine unglaublich zerstörerische Kraft, die keinen auf Schloss Witley mehr unberührt lässt. Die Strahlung, die Nahum dafür einsetzt, um riesige Pflanzenmutationen zu entwickeln, gerät komplett außer Kontrolle. Als erste stirbt Mutter Letitia, die völlig unvermutet ihre Tochter und deren Verlobten angreift. Auch das Hausmädchen verändert sich merklich und fällt aufgrund der hohen Intensität von ionisierender Strahlung dem Wahnsinn anheim. Nahum Witley selbst, der diese Katastrophe durch seine verantwortungslose Forschung hervorgerufen hat, geht als letzter zugrunde, nachdem er der Strahlung zu nahegekommen ist und zu einem monströsen Wesen mutiert ist. In dieser Gestalt greift er seine Tochter und Stephen an, fällt dabei aber über den schlosseigenen Balkon in die Tiefe und stirbt, nachdem er beim Fall in Flammen aufgeht. Dieses gewaltige Feuer breitet sich rasch über das gesamte Anwesen aus. In letzter Sekunde gelingt es Stephen und Susan der Flammenhölle zu entkommen.

## Produktionsnotizen
Der Film entstand im Februar und März 1965 in den Shepperton Studios bei London und wurde am 27. Oktober 1965 in den USA uraufgeführt. Die britische Premiere war am 20. Februar 1966, die deutsche am 5. Juli 1968.
Der ehemalige Filmarchitekt Daniel Haller, der sich kurz zuvor einen Namen mit den Filmbauten zu einer Reihe von Horrorfilmen aus der Roger-Corman-Produktion gemacht hatte, gab hier sein Regiedebüt.
Die Herstellungsleitung lag in den Händen von James H. Nicholson und Samuel Z. Arkoff. Die Filmbauten entwarf Colin Southcott.

## Kritiken
„Gute Prämisse wurde nicht gut umgesetzt.“

„Mittelmäßig inszenierte Mischung aus Horror- und Science-Fiction-Bausteinen.“